# City Tower Osaka Tenma The River and Parks
Le City Tower Osaka Tenma The River and Parks (シティタワー大阪天満 ザ・リバー＆パークス) est un gratte-ciel résidentiel de 155,5 mètres de hauteur construit à Osaka de 2007 à 2010. 
La surface de plancher de l'immeuble est de 72 280 m2 pour 650 logements.
L'immeuble a été conçu par les sociétés Obayashi et IAO Takeda